# Kozarczanka

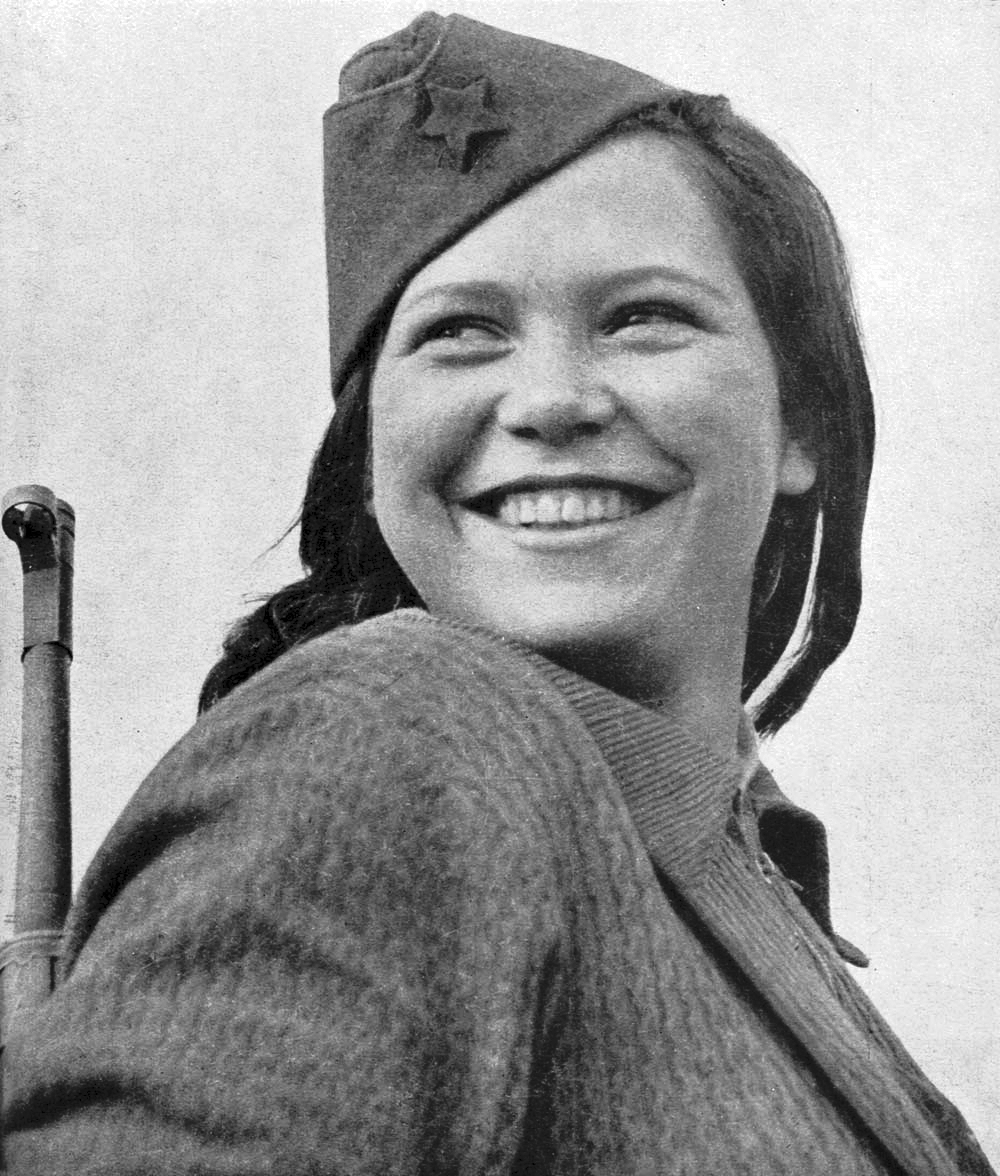
Kozarczanka – Milja Marin na fotografii Žorža Skrigina

Kozarczanka (serb.-chorw. Kozarčanka, cyrylica: Козарчанка, co oznacza kobieta z Kozary) – czarno-biała fotografia Žorža Skrigina przedstawiająca jugosłowiańską kobietę-żołnierza titowskiej partyzantki w czapce titowce na głowie i z pistoletem maszynowym MP 40 przewieszonym przez ramię.
Zdjęcie wykonano zimą 1943/44 w północnej Bośni. Sportretowana na nim uśmiechnięta dziewczyna to Milja Marin (z domu Tomoran), pochodząca z wioski u podnóża góry Kozara. Milja Marin urodziła się w 1926 roku. Wkrótce po wojnie wyszła za mąż za Peru Marina. Zmarła 10 listopada 2007 roku.
Kozarczanka była szeroko znana w całej Jugosławii. Zdjęcie to wykorzystywano w podręcznikach szkolnych, na plakatach, w książkach o II wojnie światowej, a nawet na okładkach płyt.